# Ruttjärnen (Mora socken, Dalarna)
Ruttjärnen är en sjö i Mora kommun i Dalarna och ingår i Dalälvens huvudavrinningsområde.